# Portmore United FC
El Portmore United Football Club es un equipo de fútbol de Jamaica que compite en la Liga Premier Nacional, la liga de fútbol más importante del país.
Es el club más laureado del fútbol jamaiquino con 14 títulos en su historia, entre ellos se destaca 7 Ligas (máximo ganador), 5 Copas de Jamaica (máximo ganador) y 2 Campeonatos de Clubes de la CFU.

## Historia
Fue fundado en la ciudad de Claredon con el nombre Hazard United en 1985. En 2003 por razones financieras el equipo se mudó a la ciudad de Portmore, en la localidad de St. Catherine para tener más recursos.

## Palmarés
- Campeonato de Clubes de la CFU: 2

2005, 2019
- Liga Premier Nacional de Jamaica: 7

1993, 2003, 2005, 2008, 2012, 2018, 2019
- Copa de Jamaica: 5

2000, 2003, 2005, 2007, 2022-23